# 築港線
築港線（日语：／ Chikkō sen */?）是一條位於日本愛知縣名古屋市的鐵路路線，隸屬名古屋鐵道。該線在營運初期名為築港支線（日语：／ Chikkō shisen */?），是常滑線的支線:697。

## 路線資料
- 路線距離：1.5公里
- 軌距：1,067毫米
- 站數：2個（包括起終點站）
- 複線路段：沒有（全線單線）
- 電氣化鐵路：全線電氣化（直流1,500V）
- 閉塞方式：票券閉塞式
- 最高速度：60公里/小時

## 歷史
該線由名鐵其中一所前身公司愛知電氣鐵道（愛電）興建，於1924年1月15日通車。其主要功用是貨運輸送，在通車當年（1924年）的下半年即錄得43,000公噸的貨運量，佔同期愛電全公司貨運量的23%:164。在之後的數十年，築港線為愛電及合併後的名古屋鐵道帶來可觀的貨運收入。然而1950年代與築港線接續的常滑線客運量和名古屋港的貨運量均大幅增加，名鐵希望將貨物運送分離，日本國鐵遂於1960─1970年代夥同名古屋港建造名古屋臨海鐵道。此後，築港線貨運業務逐漸轉移至新鐵路，而轉型為名古屋港東部的通勤路線。
1990年代，該線旁邊設立了HSST磁浮列車試驗線。該試驗線在2004年廢止。東部丘陵線通車前，其使用車輛即在此試驗線測試。

## 服務概況
現時該線於每天繁忙時間提供普通列車服務，並在部份日子的清晨或晚間加開臨時列車。所有班次（包括臨時列車）皆穿梭往返大江站及東名古屋港站，前往其他地區的乘客需在大江站轉乘常滑線。

## 車站列表
- 所有車站都位於愛知縣名古屋市。

| 車站編號 | 中文站名           | 日文站名 | 英文站名      | 站間距離 | 營業距離 | 接續路線                         | 所在地 |
| -------- | ------------------ | -------- | ------------- | -------- | -------- | -------------------------------- | ------ |
| TA03     | 大江               |          |               | -        | 0.0      | 名古屋鐵道： 常滑線              | 南區   |
|          | 名電築港（貨物站） |          | Meiden-Chikkō | 1.1      | 1.1      | 名古屋臨海鐵道：東築線（貨物線） | 港區   |
| CH01     | 東名古屋港         |          |               | 0.4      | 1.5      |                                  | 港區   |

## 外部連結
- 名古屋鐵道常滑線・空港線・築港線 （页面存档备份，存于） （日語）